# Anamnese (gebed)
Anamnese is een term voor die elementen in de liturgie die het karakter van een herdenking hebben.  In het bijzonder is het in de Mis het deel van het Eucharistisch gebed waarin het lijden en sterven van Christus in herinnering wordt gebracht en dat aansluit bij Jezus' woorden "Doet dit tot mijn gedachtenis" (I Kor).